# Léonce Lavagne
Pour les articles homonymes, voir Lavagne.
Léonce Lavagne est un footballeur français reconverti en entraîneur né le 17 février 1940 à Béziers (Hérault).

## Biographie
Joueur modeste, Léonce Lavagne devient entraîneur, où il évolue principalement en Division 2. Il connaît la gloire à l'Olympique d'Alès, qu'il conduit en barrages d'accession à la Division 1 en 1986 (2e du groupe A) et en 1988 (3e du groupe A), mais aussi à la 4e place en 1987, 1990 et en 1991. En 1987, il conduit même l'équipe alésienne en 1/2 finales de la Coupe de France contre l'ogre bordelais et ce sans perdre (0-0 puis 2-2).
En 1992, il est nommé à la tête de Nîmes, club de l'élite aux fortes ambitions, mais les résultats ne sont pas au rendez-vous et Léonce est remercié le 4 décembre 1992 et remplacé par Michel Mézy. Il rebondit la saison suivante au SC Bastia, qu'il fait remonter en Division 1, après huit années d'absence au sein de l'élite. Mais le sort se répète encore la saison suivante pour Léonce, les mauvais résultats du club corse pour son retour en 1re division entraînent son éviction au mois de novembre 1994, il est alors remplacé par Frédéric Antonetti.
Il termine sa carrière d'entraîneur à Valence de 1995 à 1998, alors en Division 2. Il conduit le club à la 7e place en 1998 et en 1/4 de finale de la Coupe de France en 1996, battu par le futur vainqueur, l'AJ Auxerre.

## Palmarès
- Prix du meilleur entraîneur de Division 2 avec l'Olympique d'Alès en 1983 et 1986